# Rigid Disk Block
A Rigid Disk Block (röviden: RDB, vagy másképpen: Amiga Rigid Disk Block) az Amiga-rendszerekben működő merevlemezek partíciós tábláját és alapvető fájlrendszer információit tartalmazó blokkja. Az Amiga RDB megfelel az IBM-kompatibilis PC-k Master Boot Recordjának (MBR). Az MBR a merevlemez 0. blokkján kezdődik, míg az RDB a 3.-on.
Az RDB területnek az "RDSK" ASCII karaktersorozatot kell tartalmaznia, nem kötelező, hogy ezzel kezdődjön, csak az, hogy az első 16 blokkon belül legyen. Ez a rugalmasság teszi lehetővé, hogy párhuzamosan tudjon működni az MBR-rel. PC-s társától, az MBR-től eltérően az RDB nem tartalmaz közvetlenül metaadatokat a partíciók vonatkozásában, hanem három láncolt listát, úgymint:
- hibás blokk helyettesítő (bad block replacement) lista,
- partíciókat definiáló adatblokkok listája,
- fájlrendszerek információs listája.[2]

A partíció adatblokkok "PART" karaktersorozattal kezdődnek és tartalmazzák - többek között - a partíció kezdetét, a végét, a fájlrendszert, a boot sorrendet (prioritást), a memóriapuffer típusát, stb. Mivel a partíció adatblokkok száma korlátlan, azért Amigán nincs szükség elsődleges (primary), illetve kiterjesztett (extended) partíciók megkülönböztetésére. Ezen túlmenően az RDB tartalmazhatja az alkalmazott fájlrendszer meghajtóprogramját, illetve boot kódot is, így az Amiga képes a ROM-ja által közvetlenül nem támogatott fájlrendszereket betölteni (boot), így pl. Professional File System-et vagy Smart File System-et. Az AmigaOS 4 azonban ezt a funkciót nem használja.